# أصحاب (مهاباد)
قرية أصحاب (بالكردية: ئەسحاب) هي إحدى القرى التابعة لـمنغور الشرقية في ريف قسم خليفان من مقاطعة مهاباد، في محافظة أذربیجان الغربیة الإيرانية.

## السكان
حسب إحصاءات سنة 2006، بلغ إجمالي السكان في أصحاب 88 نسمة وعدد المساكن 21 مسكن. لغة سكان أصحاب هي اللغة الكردية وهم من أهل السنة والجماعة والمذهب الشافعي.